# Thập niên 1490
Thập niên 1490 là thập niên diễn ra từ năm 1490 đến 1499.